# Woodland Trust

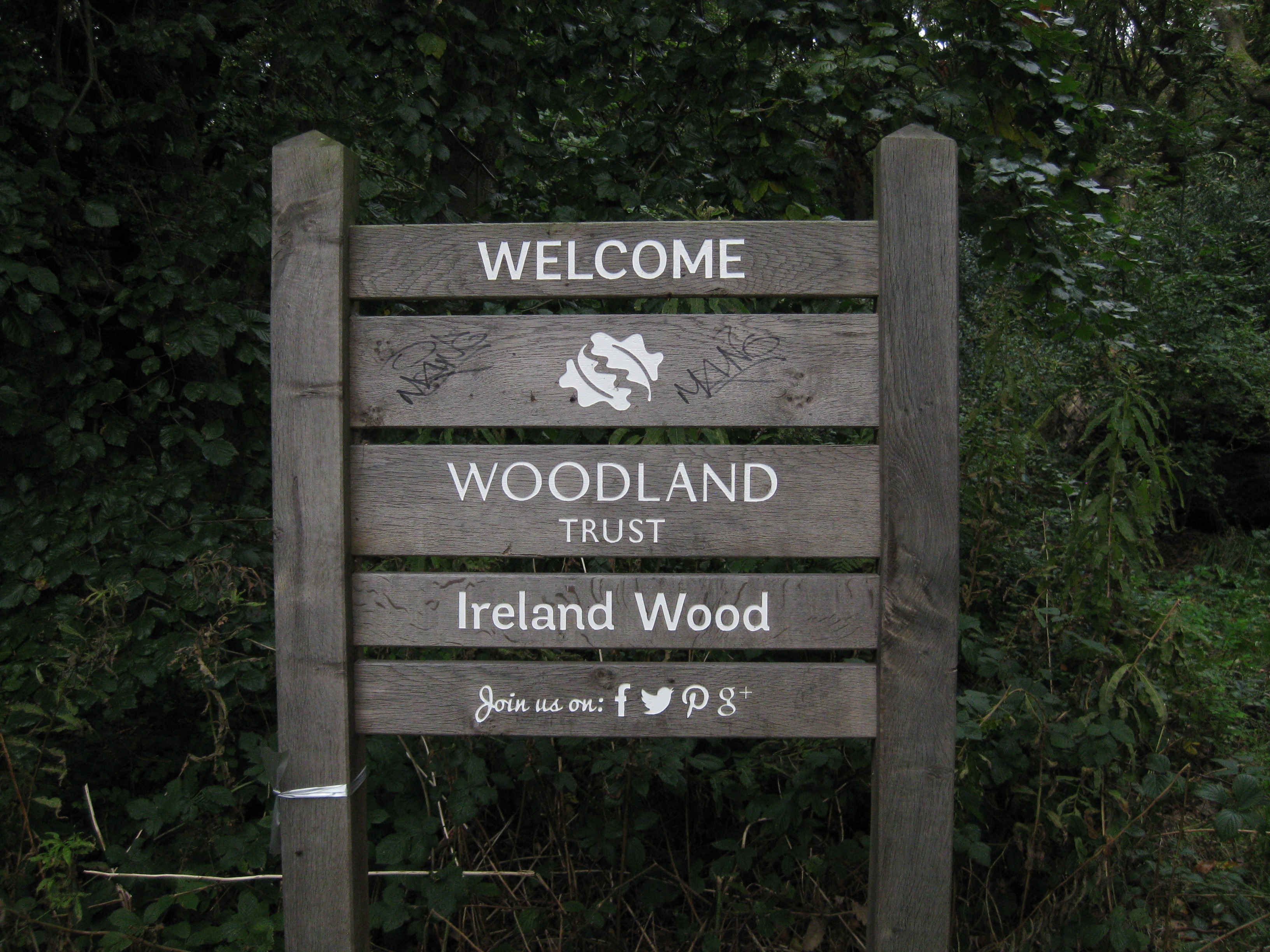
Zugangsschild zum Ireland Wood

Der Woodland Trust ist eine britische gemeinnützige Umweltschutzorganisation zur Anlage, dem Schutz und der Wiederherstellung von Waldgebieten im Vereinigten Königreich. Im Jahr 2006 verwaltete die 1972 gegründete Organisation über 1000 Wälder auf mehr als 20.000 ha eigenem oder gepachtetem Land. Im selben Jahr wurden 160.000 Mitglieder gezählt. Alle vom Woodland Trust betreuten Gebiete sind der Öffentlichkeit zugänglich.

## Aktivitäten
Im Mittelpunkt der Aktivitäten steht der Schutz alter Wälder, die frei von einer Bewirtschaftung waren und sind. Wälder in diese Naturwaldform existieren in England nur noch auf 194.000 ha, 27.000 ha in Wales und 65.000 ha in Schottland. Darüber hinaus fördert der Woodland Trust den Erhalt von Biodiversität, Wiederaufforstung und Neupflanzung von Waldlandschaften und Projekte, die zum tieferen Verständnis von Flora und Fauna in Wäldern beitragen.
Seit 2013 veranstaltet die Organisation einen nationalen Wettbewerb "Baum des Jahres" (Großbritannien), wo nach einer nationalen Abstimmung innerhalb der vier Landesverbände (England, Nord-Irland, Schottland und Wales) ein Kandidat als Teilnehmer für den Wettbewerb "Europäischer Baum des Jahres" bestimmt wird.